# Joe Butler

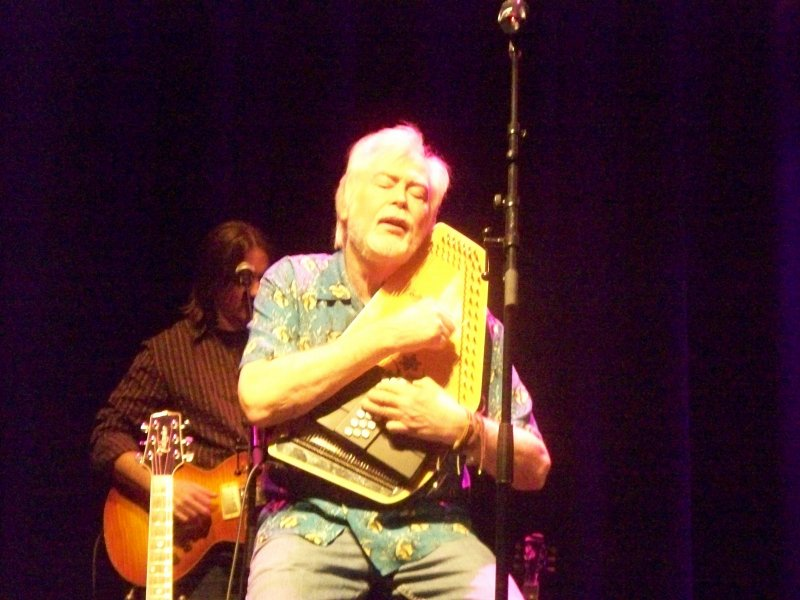
Joe Butler, 2011.

Joe Butler, född 16 september 1941 på Long Island, New York, är en amerikansk trumslagare och sångare, som även spelar autoharpa. Han är främst känd som originalmedlem av den amerikanska popgruppen The Lovin' Spoonful under åren 1964-1969. Även om John Sebastian var gruppen primära sångare under dessa år sjöng Butler på några av gruppens låtar.
Sedan 1991 har Butler tillsammans med Steve Boone återbildat Lovin' Spoonful, medan John Sebastian med undantag av några få tillfällen avböjt att medverka. Butler är sedan dess gruppens huvudsakliga sångare.
Butler är sedan år 2000 invald i Rock and Roll Hall of Fame som medlem i The Lovin' Spoonful. Han är far till skådespelaren Yancy Butler.